# Predonation-Sampling
Aus der englischen Sprache stammender medizinischer Fachausdruck
Pre – vor
Donation – Spende
Sampling – hier: Laboruntersuchung(-sproben)
Das Abtrennen der für Laboruntersuchungen erforderlichen Probevolumina vor der Befüllung des eigentlichen Blutspendebeutels mittels eines Schlauch- und Beutelsystems. Die ersten 30 - 40 ml Spenderblut werden in einen Satellitenbeutel abgezweigt, aus welchem die Proberöhrchen befüllt werden. Der Vorteil des Verfahrens liegt darin, dass das möglicherweise bei der Venenpunktion mit Infektionserregern aus den oberen Hautschichten oder Talg-/Schweißdrüsen des Spenders kontaminierte Anfangsblut nicht in die Konserve gelangt.
Vor der Einführung des Predonation-Sampling im Jahre 2003 wurden entsprechende Proberöhrchen erst nach dem Beutel für die eigentliche Blutspende gefüllt.

## Weblink
- www.blutspendehamburg.de – Blutbeutelsystem mit Bildern